# 이식거부반응
이식거부반응(移植拒否反應, transplant rejection)은 이식되는 조직이 이식 수령인의 면역계에 의해 거부될 때 발생하며 이식되는 조직을 파괴한다. 이식거부반응은 기부자와 수령자 간 분자적 유사성을 결정함으로써, 또 이식 후 면역 억제제를 사용함으로써 완화시킬 수 있다.

## 거부반응의 치료
초급성 거부반응(hyperacute rejection)은 수분 내 심각하게 분명해지므로 치료는 즉각적이어야 한다. (조직의 제거가 필요함) 만성거부반응(chronic rejection)은 일반적으로 돌이킬 수 없고 치료와의 타협이 어려운 것으로 간주되며 흡입형 시클로스포린의 경우 만성적인 폐이식 거부를 지연시키거나 예방하는 것으로 탐구되고 있다. 급성 거부반응(acute rejection)은 하나 이상의 전략을 통해 치료된다. 치료에도 불구하고 거부반응은 이식 실패의 주 원인으로 남게 된다.

### 면역억제요법
다량의 코르티코스테로이드를 단기간 투여하고, 반복 투여 또한 할 수 있다.
면역억제제:
- 코르티코스테로이드
  - 프레드니솔론
  - 히드로코르티손
- 칼시뉴린 억제제
  - 시클로스포린
  - 타크로리무스
- 항증식제(Anti-proliferatives)
  - 아자티오프린
  - 마이코페놀산
- mTOR 억제제
  - 시롤리무스
  - 에베로리무스

## 같이 보기
- 장기 이식
- 이식편대숙주병